# Liste der amerikanischen Militärstandorte in Norddeutschland

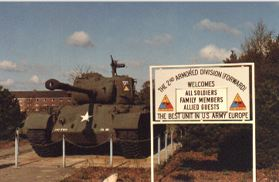
Lucius-D.-Clay-Kaserne in Garlstedt

Die Liste der amerikanischen Militärstandorte in Norddeutschland listet alle militärischen Einrichtungen amerikanischer Verbände in Norddeutschland (Bereiche NORTHAG/2ATAF und LANDJUT) auf, sowohl geschlossene als auch noch bestehende. Um die Originalität zu erhalten, folgen die Ortsnamen – so weit es vertretbar erschien – den bei den US-Streitkräften üblichen Bezeichnungen (d. h. spätere Gemeindereformen werden nicht berücksichtigt).
Norddeutschland gehörte ab 1945 nur zu einem sehr kleinen Teil zur Amerikanischen Besatzungszone. Lediglich die Bremer Exklave in der Britischen Zone mit dem wichtigen Versorgungshafen Bremerhaven und der Amerikanische Sektor in Berlin zählten hierzu. Eine amerikanische Einheit übernahm die Kontrolle des Checkpoint Alpha in Helmstedt zur Absicherung des Landweges nach Berlin. Erst die Ausrüstung der verbündeten NATO-Streitkräfte mit amerikanischen nuklearfähigen Trägerwaffen ab 1958 hatte die flächendeckende US-Militärpräsenz auch in Schleswig-Holstein, Niedersachsen und Nordrhein-Westfalen zur Folge. Um dem Prinzip der zwei Schlüssel beim Zugang zu Atomwaffen gerecht zu werden, wurden bei den in Norddeutschland mit den Waffensystemen Honest John oder Lance (Landstreitkräfte) und den Flugabwehrraketen vom Typ Nike (Luftstreitkräfte) US-Detachments zur nuklearen Verwahrung der Atomwaffen stationiert. Auch auf dem Fliegerhorst Nörvenich wurden die dort gelagerten Atomwaffen von einem amerikanischen Detachment bewacht. Da belgische, niederländische und zeitweilig auch britische und kanadische Verbände ebenfalls mit amerikanischen nuklearfähigen Waffen ausgerüstet waren, fanden sich an ihren Garnisonen in Norddeutschland entsprechende US-Detachments. Ab 1976 wurde eine US-Brigade in Garlstedt stationiert. Auch die United States Air Force hatte Kräfte zur Luftraumüberwachung vor allem nach Hessisch Oldendorf verlegt. Weiterhin bestanden überall Fernmeldeeinrichtungen, insbesondere zur Führung der nuklearen Komponente und der Verbindung nach Berlin. Mit der Wiedervereinigung Deutschlands und dem Ende des Kalten Krieges endete die amerikanische Truppenstationierung in Norddeutschland.

## Grundsätzliches
siehe auch:

## Berlin
| Tempelhof Central Airport |

| Checkpoint Charlie |

| Alliierter Kontrollrat |

| Andrews Barracks |

| Teufelsberg |

| Gen. Lucius D. Clay Headquarters |

| McNair Barracks |

| Checkpoint Bravo |

| Truman Plaza |

| Standort             | Liegenschaft                                                    | Vornutzer                                                                         | Truppenteile                                    | Jahr der Auflösung | Nachnutzung                | Bemerkungen |
| -------------------- | --------------------------------------------------------------- | --------------------------------------------------------------------------------- | ----------------------------------------------- | ------------------ | -------------------------- | --- |
| Berlin-Kreuzberg     | Checkpoint Charlie (Kochstraße)                                 |                                                                                   | USAREUR                                         | 1991               |                            | Kontrollpunkt nach Berlin (Ost), bewusst nur provisorisch eingerichtet.                                                                                     |
| Berlin-Reinickendorf | Tegel Navigational Aid Annex                                    | Flughafen Berlin-Tegel                                                            | USAFE                                           | 1994               | Flughafen Berlin-Tegel     | Liegenschaft im Französischen Sektor |
| Berlin-Schöneberg    | Kammergericht am Kleistpark                                     | Kammergericht (Oberlandesgericht)                                                 | Allied Control Council (Alliierter Kontrollrat) | 1948/1991          |                            | |
| Berlin-Steglitz      | Andrews Barracks                                                | Lichterfelder Kadettenanstalt/Adolf-Hitler-Kaserne (Leibstandarte)                | Berlin Military Post (USAREUR)                  | 1994               | Bundesarchiv               | Lichterfelde |
| Berlin-Steglitz      | Oliver Barracks                                                 |                                                                                   | US Constabulary                                 | 1951               |                            | Lankwitz |
| Berlin-Steglitz      | Roosevelt Barracks                                              | Gardeschützen-Kaserne (Wehrmacht)                                                 | USAREUR, 6941st Guard Battalion                 | 1992               |                            | Lichterfelde |
| Berlin-Steglitz      | Podbielskiallee 28                                              | Villa Joachim von Ribbentrop                                                      | AFN Berlin                                      | 1969               |                            | 1969 Umzug in die Saargemünder Str. 24. |
| Berlin-Steglitz      | Parks Range                                                     |                                                                                   | USAREUR                                         | 1994               |                            | US-Häuserkampfanlage in Lichterfelde |
| Berlin-Tempelhof     | Tempelhof Air Station                                           | Flughafen Berlin-Tempelhof, Luftwaffe (Wehrmacht), TG 172, Aufklärungsgruppe ObdL | USAFE                                           | 1994               | Flughafen Berlin-Tempelhof | Tempelhof Central Airport. Wichtigster Flughafen der Berliner Luftbrücke 1948–1949.                                                                         |
| Berlin-Tempelhof     | Tempelhof Terminal Station (TPF)                                |                                                                                   | 5th Signal Command (USAREUR)                    | 1994               |                            | European Tropospheric Scatter - Army (ET-A). DEBS Station                                                                                                   |
| Berlin-Tempelhof     | 6912th Marienfelde Field Site, Marienfelde Communications Annex |                                                                                   | USAFE                                           | 1994               |                            | |
| Berlin-Tempelhof     | Marienfelde Terminal Station (MFD)                              |                                                                                   | 5th Signal Command (USAREUR)                    | 1994               |                            | |
| Berlin-Wilmersdorf   | Teufelsberg Communications Facility                             |                                                                                   | USAFE                                           | 1992               |                            | Abhöranlage auf dem Schuttberg, der im Grunewald aus den Trümmern Berlins im Britischen Sektor nach dem Zweiten Weltkrieg aufgeschüttet wurde (FmEloAufkl). |
| Berlin-Wilmersdorf   | Teufelsberg Terminal Station (TEP)                              |                                                                                   | 5th Signal Command (USAREUR)                    | 1992               |                            | Liegenschaft im Britischen Sektor. European Tropospheric Scatter - Army (ET-A).                                                                             |
| Berlin-Zehlendorf    | Gen. Lucius D. Clay Headquarters                                | Luftgaukommando                                                                   | USGCC (US Group Control Council)                | 1991               |                            | Dahlem |
| Berlin-Zehlendorf    | Gen. Lucius D. Clay Headquarters                                | Luftgaukommando                                                                   | USAREUR                                         | 1994               | US-Generalkonsulat         | Dahlem |
| Berlin-Zehlendorf    | McNair Barracks                                                 | Stammwerk und Sitz der AEG-Tochter Telefunken                                     | USAREUR                                         | 1994               |                            | Zehlendorf |
| Berlin-Zehlendorf    | Turner Barracks                                                 |                                                                                   | USAREUR                                         | 1994               |                            | Erbaut 1951 in Dahlem |
| Berlin-Zehlendorf    | Berlin Relay Station (BLN)                                      |                                                                                   | 102nd Signal Bn (USAREUR)                       | 1995               |                            | Wannsee. DEBS Station (BLN) |
| Berlin-Zehlendorf    | La Fit Claire Facility, Wannsee                                 |                                                                                   | 1945th Communications Group (LFV)               | 1992               |                            | Wannsee. Auch La Fit Claire gehörte zum LFV-System |
| Berlin-Zehlendorf    | Berlin Brigade Family Housing                                   |                                                                                   |                                                 | 1994               |                            | Dahlem. 1950 bis 1957 erbaut, insgesamt in Berlin 866 Wohneinheiten                                                                                         |
| Berlin-Zehlendorf    | Am Dreipfuhl („Duck Pond“) Family Housing                       |                                                                                   |                                                 | 1994               |                            | Dahlem. 1950 bis 1957 erbaut, insgesamt in Berlin 866 Wohneinheiten                                                                                         |
| Berlin-Zehlendorf    | Düppel Family Housing                                           |                                                                                   |                                                 | 1994               |                            | Zehlendorf. 1950 bis 1957 erbaut, insgesamt in Berlin 866 Wohneinheiten                                                                                     |
| Berlin-Zehlendorf    | Pückler Family Housing                                          |                                                                                   |                                                 | 1994               |                            | Dahlem. 1950 bis 1957 erbaut, insgesamt in Berlin 866 Wohneinheiten                                                                                         |
| Berlin-Zehlendorf    | Sundgauerstrasse Family Housing                                 |                                                                                   |                                                 | 1993               |                            | Dahlem. 1950 bis 1957 erbaut, insgesamt in Berlin 866 Wohneinheiten                                                                                         |
| Berlin-Zehlendorf    | Truman Plaza                                                    |                                                                                   | USAREUR, USAFE                                  | 1994               |                            | Einkaufszentrum in Dahlem, erbaut nach dem 2. Weltkrieg. |
| Berlin-Zehlendorf    | Roberts American High School                                    | Mädchengymnasium der Gertraudenschule, 1953 Hüttenweg 40, bei Truman Plaza        | DODEA (DoDDS)                                   | 2008               | Alfred-Wegener-Oberschule  | 1947 als High School akkreditiert, mit Internat. 1953 Umzug in den Hüttenweg, 1965 in den Hegewinkel.                                                       |
| Berlin-Zehlendorf    | Saargemünder Str. 24                                            |                                                                                   | AFN Berlin                                      | 1994               |                            | AFN mit TV-Studio in Dahlem. |
| Berlin-Zehlendorf    | Berlin Army Hospital                                            | Stubenrauch Krankenhaus                                                           | 279th Station Hosp (USAREUR)                    | 1994               |                            | Dahlem |
| Berlin-Zehlendorf    | Checkpoint Bravo (Dreilinden)                                   |                                                                                   | USAREUR                                         | 1991               |                            | Wannsee. Autobahnkontrollpunkt, seit 1979 mit festen Gebäuden.                                                                                              |
| Berlin-Zehlendorf    | Rose Firing Range                                               |                                                                                   | USAREUR                                         | 1994               |                            | Nikolassee |
| Berlin-Zehlendorf    | Keerans Range                                                   | Südkurve der AVUS                                                                 | USAREUR                                         | 1994               |                            | Nikolassee |

## Brandenburg
| Standort | Liegenschaft                                                                    | Vornutzer | Truppenteile                                   | Jahr der Auflösung | Nachnutzung                      | Bemerkungen                                   |
| -------- | ------------------------------------------------------------------------------- | --------- | ---------------------------------------------- | ------------------ | -------------------------------- | --------------------------------------------- |
| Potsdam  | Wildpark West, ab 1958: Villa von Diringshofen, Am Lehnitzsee 8 in Neu-Fahrland |           | USMLM (United States Military Liaison Mission) | 1992               | Wirtschaftsförderung Brandenburg | Militärmission USAREUR, akkreditiert bei GSTD |

## Bremen
| Standort      | Liegenschaft                       | Vornutzer                                     | Truppenteile                               | Jahr der Auflösung | Nachnutzung                      | Bemerkungen                                                      |
| ------------- | ---------------------------------- | --------------------------------------------- | ------------------------------------------ | ------------------ | -------------------------------- | ---------------------------------------------------------------- |
| Bremen        | Bremen Barracks                    |                                               | USAREUR                                    | 1949               |                                  |                                                                  |
| Bremen        | Bremen Port Command                |                                               | USAREUR                                    | 1949               |                                  |                                                                  |
| Bremen        | Bremen Army Airfield               | Fliegerhorst Bremen der Luftwaffe (Wehrmacht) | USAREUR                                    | 1949               |                                  | Auf dem Neuenlander Feld                                         |
| Bremen        | Camp Grohn                         |                                               | USAREUR                                    | 1949               |                                  |                                                                  |
| Bremen        | Camp Lesum                         |                                               |                                            | 1947               |                                  |                                                                  |
| Bremen        | Bremen Army Hospital               |                                               | USAREUR                                    | 1949               |                                  |                                                                  |
| Bremen        | Bremen American High School        |                                               | DoDDS                                      | 1949               |                                  |                                                                  |
| Vahrer Straße | „Haus des Reiches“                 | AFN Bremen                                    | 1949                                       |                    | 1949 Verlegung nach Bremerhaven. |                                                                  |
| Bremerhaven   | Bremerhaven Port of Embarkation    |                                               | USAREUR                                    | 1993               |                                  | Terminal Command Headquarters Building                           |
| Bremerhaven   | Carl Schurz Kaserne                | Seefliegerhorst der Reichsmarine (Wehrmacht)  | USAREUR                                    | 1998               |                                  |                                                                  |
| Bremerhaven   | Carl Schurz Kaserne                |                                               | AFN Bremerhaven                            | 1993               |                                  | 1949 Verlegung aus Bremen.                                       |
| Bremerhaven   | Bremerhaven Army Hospital          | Marinelazarett                                | 33rd Station Hosp (USAREUR)                | 1998               |                                  |                                                                  |
| Bremerhaven   | Bremerhaven Port                   |                                               | Labor Service Unit (B) (NAVFORGER)         | 1957               |                                  | vgl. Hauptartikel Labor Service Unit (B)                         |
| Bremerhaven   | Blink Family Housing               |                                               |                                            | 1997               |                                  | 1950 bis 1957 erbaut, insgesamt in Bremerhaven 821 Wohneinheiten |
| Bremerhaven   | Engemoor Family Housing            |                                               |                                            | 1993               |                                  | 1950 bis 1957 erbaut, insgesamt in Bremerhaven 821 Wohneinheiten |
| Bremerhaven   | Bremerhaven American High School   |                                               | DoDDS                                      | 1993               |                                  | 1948 als High School akkreditiert                                |
| Bremerhaven   | Bremerhaven Terminal               |                                               | MTMC (Military Traffic Management Command) | 1998               |                                  | Bremerhaven Terminal größter MTMC Terminal weltweit              |
| Bremerhaven   | Bremerhaven Terminal Station (BRN) |                                               | 5th Signal Command (USAREUR)               | 1998               |                                  | European Tropospheric Scatter – Army (ET-A), Nodal Site 52       |

## Niedersachsen
| Hohenkirchen |

| Rodenkirchen |

| Wiesmoor |

| Dornum |

| Delmenhorst |

| Elsfleth |

| Edewecht |

| Syke |

| Barnstorf |

| Varrelbusch |

| Wagenfeld |

| Lohne |

| Bad Essen |

| Hesepe |

| Vörden |

| Bad Münder |

| Dörverden |

| GARLSTEDT |

| Helmstedt |

| Hessisch Oldendorf |

| Nienburg |

| Sögel |

| Wobeck |

| Standort               | Liegenschaft                                         | Vornutzer                                                               | Truppenteile                               | Jahr der Auflösung | Nachnutzung                   | Bemerkungen |
| ---------------------- | ---------------------------------------------------- | ----------------------------------------------------------------------- | ------------------------------------------ | ------------------ | ----------------------------- | --- |
| Aurich                 | ACE HIGH Troposcatter Terminal (AEMZ)                |                                                                         | USAFE                                      | 1995               |                               | Forward Scatter Verbindung für SHAPE 1970-1995 (anstelle von Emden). AFCENT Microwave System (CIP 67) 1967-1995. |
| Bad Essen              | Tiling Kazerne                                       |                                                                         | US Custodial Team (Team C, 509th USAAD)    | 1975               |                               | Nukleare Verwahrung für D Sqn, 1964 121 Sqn/1 GGW (NL-Nike).                                                     |
| Bad Münder             | Bad Münder Communications Site                       |                                                                         | USAFE                                      | 1993               |                               | CRP. DEBS Station, call sign FANBELT                                                                             |
| Barnstorf (Eydelstedt) | Hülsmeyer-Kaserne                                    |                                                                         | US Custodial Team (42nd USAAD)             | 1988               |                               | Nukleare Verwahrung für FlaRakBtl 25 (Nike) 1961–1988.                                                           |
| Barnstorf (Eydelstedt) | Hülsmeyer-Kaserne                                    |                                                                         | US Custodial Team (Team A, 42nd USAAD)     | 1988               |                               | Nukleare Verwahrung für 2./FlaRakBtl 25 (Nike).                                                                  |
| Barwedel               | Barwedel Radio Relay Station                         |                                                                         | 1945th Communications Group (LFV)          | 1992               |                               | |
| Basdahl                | Basdahl Communication Facility                       |                                                                         | USAFE                                      | 1993               |                               | call sign GALLEY. 1993 Verlegung nach Bitburg                                                                    |
| Bocksberg              | Bocksberg Relay Station (BBG)                        |                                                                         | Co A/102nd Signal Bn (USAREUR)             | 1995               |                               | DEBS Station (BBG)                                                                                               |
| Bocksberg              | Bocksberg Communications Station                     |                                                                         | 1945th Communications Group (LFV)          | 1992               |                               | |
| Delmenhorst            | Barbara-Kaserne (Adelheide)                          |                                                                         | US Custodial Team (5th USAFAD)             | 1992               |                               | Nukleare Verwahrung für RakArtBtl 112                                                                            |
| Delmenhorst            | Regency Net Communications Facility Dünsen           |                                                                         | 801st Telecommunications „R“, C&C Sqn      | 1997               |                               | |
| Delmenhorst            | Feldwebel-Lilienthal-Kaserne (Adelheide)             | Luftwaffe (Wehrmacht) KG 27 „Boelcke“                                   | US Custodial Team (51st USAAD)             | 1989               |                               | Nukleare Verwahrung für FlaRakBtl 24 (Nike) 1961–1989.                                                           |
| Delmenhorst            | Caspari-Kaserne (Deichhorst)                         |                                                                         | US Custodial Team (Team B, 51st USAAD)     | 1989               |                               | Nukleare Verwahrung für 2./FlaRakBtl 24 (Nike).                                                                  |
| Delmenhorst            | Delmenhorst Dependents School                        |                                                                         | DoDDS                                      | 1991               |                               | |
| Dornum                 | Blücher-Kaserne                                      |                                                                         | US Custodial Team (Team D, 35th USAAD)     | 1989               |                               | Nukleare Verwahrung für 4./FlaRakBtl 26, Aurich (Nike).                                                          |
| Dörverden (Barme)      | Niedersachsen-Kaserne                                |                                                                         | US Custodial Team (25th USAFAD), Dörverden | 1992               |                               | Nukleare Verwahrung für RakArtBtl 32 ab 1971                                                                     |
| Dörverden (Barme)      | Regency Net Communications Facility Dörverden        |                                                                         | 801st Telecommunications „R“, C&C Sqn      | 1997               |                               | |
| Edewecht               | Fliegerhorst Oldenburg                               |                                                                         | US Custodial Team (Team C, 51st USAAD)     | 1989               |                               | Nukleare Verwahrung für 3./FlaRakBtl 24 (Nike).                                                                  |
| Elsfleth               | Wesermarsch-Kaserne                                  |                                                                         | US Custodial Team (Team A, 51st USAAD)     | 1989               |                               | Nukleare Verwahrung für 1./FlaRakBtl 24 (Nike).                                                                  |
| Emden                  | ACE HIGH troposcatter terminal (AEMZ)                |                                                                         | USAFE                                      | 1970               |                               | Forward-Scatter-Verbindung für SHAPE 1962–1970, ersetzt durch Station Aurich (AEMZ).                             |
| Garlstedt              | Lucius-D.-Clay-Kaserne                               |                                                                         | HQ FWD Division (USAREUR)                  | 1993               | Logistikschule der Bundeswehr | 1975–1978 für Brigade FY 75 errichtet.                                                                           |
| Garlstedt              | Garlstedt Terminal Station (GST)                     |                                                                         | 5th Signal Command (USAREUR)               | 1993               |                               | |
| Helmstedt              | Checkpoint Alpha                                     |                                                                         | USAREUR                                    | 1991               |                               | Autobahnkontrollpunkt, seit 1970 mit festen Gebäuden. DEBS Station                                               |
| Hesepe (Nordhorn)      | Flugplatz Rheine-Bentlage                            |                                                                         | US Custodial Team (Team C, 508th USAAD)    | 1975               |                               | Nukleare Verwahrung für 222 Sqn/2 GGW 1970-1975 (NL-Nike), 1964-1970 in Twenthe (NL).                            |
| Hessisch Oldendorf     | Hessisch Oldendorf Air Station, CRC                  |                                                                         | HQ Command and Control 2 ATAF Area (USAFE) | 1991               |                               | 1975 von RNAF übernommen                                                                                         |
| Hohenkirchen           | Wangerland-Kaserne                                   |                                                                         | US Custodial Team (35th USAAD)             | 1989               |                               | Nukleare Verwahrung für FlaRakBtl 26 (Nike) 1973–1989.                                                           |
| Hohenkirchen           | Wangerland-Kaserne                                   |                                                                         | US Custodial Team (Team A, 35th USAAD)     | 1989               |                               | Nukleare Verwahrung für 1./FlaRakBtl 26 (Nike) 1973–1989.                                                        |
| Jever                  | Fliegerhorst Jever                                   | Luftwaffe (Wehrmacht), JG Nord, KG 25, Jagdfliegerführer Deutsche Bucht | US Custodial Team (35th USAAD)             | 1973               |                               | Nukleare Verwahrung für FlaRakBtl 26 (Nike) 1963–1973, Verlegung nach Hohenkirchen.                              |
| Jever                  | Fliegerhorst Jever                                   |                                                                         | COB (USAFE)                                | 1994               |                               | Vorgeschobene Einsatzbasis                                                                                       |
| Langendamm             | Regency Net Communications Facility Langendamm       |                                                                         | 801st Telecommunications „R“, C&C Sqn      | 1997               |                               | Für Custodial Team Nienburg                                                                                      |
| Lohne                  | Kaserne an den Landwehren                            |                                                                         | US Custodial Team (Team C, 42nd USAAD)     | 1988               |                               | Nukleare Verwahrung für 4./FlaRakBtl 25 (Nike).                                                                  |
| Lübberstedt            | Munitionsdepot Lübberstedt                           |                                                                         | USAREUR                                    | 1993               |                               | Prestock Point                                                                                                   |
| Nienburg               | Lager Liebenau                                       |                                                                         | US Custodial Team (32nd USAFAD)            | 1992               |                               | Nukleare Verwahrung für RakArtBtl 12                                                                             |
| Nordholz               | Nordholz Air Base                                    | Fliegerhorst Nordholz                                                   | USAFE                                      | 1947               | 1957 MFG 3                    | |
| Nordholz               | Fliegerhorst Nordholz                                |                                                                         | COB (USAFE)                                | 1992               |                               | Vorgeschobene Einsatzbasis                                                                                       |
| Obernkirchen           | RAF Obernkirchen/Harden Barracks                     |                                                                         | USAFE                                      | 1992               |                               | Mitnutzung der britischen FmEloAufkl-Stellung.                                                                   |
| Obernkirchen           | Obernkirchen Terminal Station (OKN)                  |                                                                         | 5th Signal Command (USAREUR)               | 1992               |                               | |
| Radenbeck              | Fernmeldeeinrichtung                                 |                                                                         | USAREUR                                    | 1992               |                               | FmEloAufkl |
| Rodenkirchen           | Stadland-Kaserne                                     |                                                                         | US Custodial Team (Team B, 35th USAAD)     | 1989               |                               | Nukleare Verwahrung für 2./FlaRakBtl 26 (Nike).                                                                  |
| Schledehausen          | Schledehausen Dependents School                      |                                                                         | DoDDS                                      | 1991               |                               | |
| Sögel                  | Mühlenberg-Kaserne, Nukleardepot (Zentrallager Lahn) |                                                                         | US Custodial Team HQ (552nd USAAG)         | 1992               |                               | Gefechtsköpfe und Nuklearmunition für I. (GE) Korps und I (NL) Corps                                             |
| Sögel                  | Regency Net Communications Facility Sögel            |                                                                         | 801st Telecommunications „R“, C&C Sqn      | 1997               |                               | |
| Sögel                  | Sögel Dependents School                              |                                                                         | DoDDS                                      | 1991               |                               | |
| Syke (Leerßen)         | Caspari-Kaserne (Delmenhorst-Deichfeld)              |                                                                         | US Custodial Team (Team D, 51st USAAD)     | 1989               |                               | Nukleare Verwahrung für 4./FlaRakBtl 24 (Nike).                                                                  |
| Varrelbusch            | Fliegerhorst Ahlhorn                                 |                                                                         | US Custodial Team (Team D, 42nd USAAD)     | 1988               |                               | Nukleare Verwahrung für 1./FlaRakBtl 25, Ahlhorn (Nike).                                                         |
| Vörden                 |                                                      |                                                                         | US Custodial Team (Team B, 509th USAAD)    | 1975               |                               | Nukleare Verwahrung für A Sqn, 1964 118 Sqn/1 GGW, Bramsche-Hesepe (NL-Nike).                                    |
| Vörden                 |                                                      |                                                                         | US Custodial Team (509th USAAD)            | 1987               |                               | Nukleare Verwahrung für 12 GGW, Bramsche-Hesepe (NL-Nike) 1975–1987.                                             |
| Vörden                 |                                                      |                                                                         | US Custodial Team (Team A, 509th USAAD)    | 1987               |                               | Nukleare Verwahrung für 118 Sqn/12 GGW, Bramsche-Hesepe (NL-Nike).                                               |
| Wagenfeld              | Auburg-Kaserne                                       |                                                                         | US Custodial Team (Team B, 42nd USAAD)     | 1988               |                               | Nukleare Verwahrung für 3./FlaRakBtl 25 (Nike).                                                                  |
| Walsrode               |                                                      |                                                                         | US Custodial Team (25th USAFAD)            | 1971               |                               | Nukleare Verwahrung für RakArtBtl 32, 1971 Verlegung nach Dörverden. Prestock Point bis 1992                     |
| Wanna                  | Wanna Communication Facility                         |                                                                         | USAFE                                      | 1991               |                               | call sign COMPOSE, EDUCATE                                                                                       |
| Wiesmoor               | Fehn-Kaserne                                         |                                                                         | US Custodial Team (Team C, 35th USAAD)     | 1989               |                               | Nukleare Verwahrung für 3./FlaRakBtl 26 (Nike).                                                                  |
| Wobeck                 | Wobeck Electronic Test Facility                      |                                                                         | USAREUR, USAFE                             | 1992               |                               | FmEloAufkl |
| Wobeck                 | Wobeck Communications Station                        |                                                                         | 1945th Communications Group (LFV)          | 1992               |                               | |
| Wunstorf               | Wunstorf Terminal Station (WUF)                      |                                                                         | 5th Signal Command (USAREUR)               | 1993               |                               | European Tropospheric Scatter - Army (ET-A).                                                                     |
| Wurmberg               | Wurmberg Communications Station                      |                                                                         | 1945th Communications Group (LFV)          | 1992               |                               | |

## Nordrhein-Westfalen
| Handorf |

| Borgholzhausen |

| Schöppingen |

| Erle-Schermbeck |

| Hopsten |

| Westkirchen |

| Büecke |

| Holzwickede |

| Datteln |

| Burbach |

| Oedingen-Elspe |

| Waldbröl |

| Marienheide |

| Grefrath |

| Xanten |

| Kapellen |

| Düren |

| Blankenheim |

| Euskirchen |

| Kaster |

| Büren |

| Dülmen |

| Geilenkirchen |

| Hemer |

| Kalkar |

| Köln-Dellbrück |

| Menden |

| Nörvenich |

| Paderborn |

| RHEINBERG |

| Werl |

| Wesel |

| RAF Wildenrath |

| Standort                    | Liegenschaft                                   | Vornutzer                                                           | Truppenteile                              | Jahr der Auflösung | Nachnutzung                                                                | Bemerkungen |
| --------------------------- | ---------------------------------------------- | ------------------------------------------------------------------- | ----------------------------------------- | ------------------ | -------------------------------------------------------------------------- | --- |
| Bad Godesberg               | Bad Godesberg Dependents School                |                                                                     | DoDDS                                     | 1999               |                                                                            | |
| Bad Godesberg               | Bad Godesberg American High School             |                                                                     | DoDDS                                     | 1999               |                                                                            | |
| Blankenheim                 | Camp/Kamp Blankenheim                          |                                                                     | US Custodial Team (Team D, 43rd USAAD)    | 1989               |                                                                            | Nukleare Verwahrung für 51 Sqn/13e Wing (BE-Nike) 1964–1989. |
| Borgholzhausen              |                                                |                                                                     | US Custodial Team (Team D, 509th USAAD)   | 1975               |                                                                            | Nukleare Verwahrung für C Sqn, 1964 120 Sqn/1 GGW (NL-Nike). |
| Borgholzhausen              | Kamp Borgholzhausen                            |                                                                     | US Custodial Team (Team B, 509th USAAD)   | 1987               |                                                                            | Nukleare Verwahrung für 120 Sqn/12 GGW (NL-Nike). |
| Büecke                      | Belgisches Standortübungsgelände               |                                                                     | US Custodial Team (Team A, 66th USAAD)    | 1987               |                                                                            | Nukleare Verwahrung für 2./FlaRakBtl 21, Echtrop, Graf-Yorck-Kaserne (Nike). |
| Burbach                     | Siegerland-Kaserne                             |                                                                     | US Custodial Team (52nd USAAD)            | 1988               |                                                                            | Nukleare Verwahrung für FlaRakBtl 22 (Nike) 1960–1988. |
| Burbach                     | Siegerland-Kaserne                             |                                                                     | US Custodial Team (Team A, 52nd USAAD)    | 1988               |                                                                            | Nukleare Verwahrung für 2./FlaRakBtl 22 (Nike). |
| Büren                       | Nukleardepot (Zentrallager)                    |                                                                     | US Custodial Team HQ (5th USAAG)          | 1992               | 1994-2015 JVA, dann Unterbringungseinrichtung für Ausreisepflichtige Büren | Gefechtsköpfe für alle 38 Stellungen in Deutschland mit Flugabwehr-Raketen Nike (BE-, GE-, NL-Bestände). |
| Büren                       | Regency Net Communications Facility Büren      |                                                                     | 801st Telecommunications „R“, C&C Sqn     | 1997               |                                                                            | |
| Büren                       | Büren Dependents School                        |                                                                     | DoDDS                                     | 1992               |                                                                            | |
| Datteln                     | Haard-Kaserne                                  |                                                                     | US Custodial Team (Team D, 66th USAAD)    | 1987               | Keller Pyro GmbH                                                           | Nukleare Verwahrung für 4./FlaRakBtl 21 (Nike). |
| Dülmen                      | St. Barbara-Kaserne                            |                                                                     | US Custodial Team (81st USAFAD)           | 1992               |                                                                            | Nukleare Verwahrung für ArtRgt 7 |
| Dülmen                      | Regency Net Communications Facility Dülmen     |                                                                     | 801st Telecommunications „R“, C&C Sqn     | 1997               |                                                                            | Weitfunkstation Letterhausstraße/Olfener Weg |
| Dülmen                      | Tower Barracks                                 | St. Barbara-Kaserne (Wehrmacht)                                     | USAREUR / US Army Garrison (USAG) Benelux | noch bestehend     |                                                                            | Oct 2016 Übernahme der US Army von der British Army, APS Site (Army Prepositioned Stock) |
| Düren (Drove)               | Camp/Kamp Bodart                               |                                                                     | US Custodial Team (43rd USAAD)            | 1991               |                                                                            | Nukleare Verwahrung für 13e Wing (BE-Nike), Drove 1964–1991. |
| Düren (Drove)               | Camp Général/Kamp Generaal Bastin              |                                                                     | US Custodial Team (Team A, 43rd USAAD)    | 1984               |                                                                            | Nukleare Verwahrung für 50 Sqn/13e Wing (BE-Nike) 1964–1984. |
| Erle-Schermbeck             | Kamp Erle                                      |                                                                     | US Custodial Team (Team B, 508th USAAD)   | 1975               |                                                                            | Nukleare Verwahrung für 221 Sqn/2 GGW (NL-Nike) 1967–1975, Übergabe der Stellung an Belgien. |
| Erle-Schermbeck             | Camp/Kamp Erle                                 |                                                                     | US Custodial Team (Team B, 507th USAAD)   | 1983               |                                                                            | Nukleare Verwahrung für 57 Sqn/9e Wing (BE-Nike) 1975–1983, Übernahme der Stellung von Niederlande. |
| Euskirchen                  | Caserne/Kazerne Loncin                         |                                                                     | US Custodial Team (Team C, 43rd USAAD)    | 1983               |                                                                            | Nukleare Verwahrung für 52 Sqn/13e Wing (BE-Nike) 1964–1983. |
| Geilenkirchen               | Selfkant Kaserne (Niederheid)                  |                                                                     | US Custodial Team (85th USAFAD), CFSU(E)  | 1992               | Selfkant Kaserne (Niederheid)                                              | Nukleare Verwahrung für FKG 2 (Pershing 1A) bis 1992, Canadian Forces Support Unit (Europe), Canadian Forces Health Services Group Detachment |
| Geilenkirchen               | NATO Air Base (Teveren)                        | Teverener Heide                                                     | NATO, USAFE, AAFES, DoDDS                 | noch bestehend     |                                                                            | NATO E-3A Component AWACS (Airborne Warning and Control System), US Air Force 470th Air Base Squadron, US Air Force 852nd Medical Squadron, AAFES (Army and Air Force Exchange Service) BX (Base Exchange) Shoppette, Geilenkirchen Elementary School (GES, closed 2012) |
| Grefrath                    | Grefrath Kaserne                               |                                                                     | USAREUR                                   | 1995               |                                                                            | |
| Grefrath                    | Grefrath Kaserne                               |                                                                     | US Custodial Team (507th USAAD)           | 1984               |                                                                            | Nukleare Verwahrung für 9e Wing (BE-Nike) 1970–1984. |
| Grefrath                    | Grefrath Kaserne                               |                                                                     | US Custodial Team (Team A, 507th USAAD)   | 1984               |                                                                            | Nukleare Verwahrung für 56 Sqn/9e Wing (BE-Nike) 1970–1984. |
| Grefrath                    | Regency Net Communications Facility Hinsbeck   |                                                                     | 801st Telecommunications „R“, C&C Sqn     | 1997               |                                                                            | |
| Greven                      | Greven Dependents School                       |                                                                     | DoDDS                                     | 1991               |                                                                            | |
| Hamminkeln                  | Regency Net Communications Facility Hamminkeln |                                                                     | 801st Telecommunications „R“, C&C Sqn     | 1997               |                                                                            | |
| Hehn                        | ACE HIGH troposcatter terminal (AHEZ)          |                                                                     | USAFE                                     | 1992               |                                                                            | Forward Scatter Verbindung für SHAPE 1962-1995. AFCENT Microwave System (CIP 67) 1967-1995. |
| Hemer                       | Fort Prince                                    |                                                                     | US Custodial Team (69th USAFAD)           | 1970               |                                                                            | Nukleare Verwahrung für kanadische Artillerieverbände des 4 CMBG in Soest bis 1970. |
| Herongen                    | Herongen Storage Area, POMCUS Depot            |                                                                     | USAREUR                                   | 1995               |                                                                            | |
| Holzwickede                 | Emscher-Kaserne                                |                                                                     | US Custodial Team (Team C, 66th USAAD)    | 1987               |                                                                            | Nukleare Verwahrung für 3./FlaRakBtl 21 (Nike). |
| Hopsten                     | General-Wever-Kaserne                          |                                                                     | US Custodial Team (Team D, 508th USAAD)   | 1975               |                                                                            | Nukleare Verwahrung für 223 Sqn/2 GGW (NL-Nike) 1967–1975. |
| Hopsten                     | General-Wever-Kaserne                          |                                                                     | US Custodial Team (Team D, 509th USAAD)   | 1987               |                                                                            | Nukleare Verwahrung für 223 Sqn/12 GGW (NL-Nike). |
| Kalkar                      | Kalkar Communications Site                     |                                                                     | USAFE                                     |                    |                                                                            | SOC |
| Kalkar                      | Kalkar Family Housing                          |                                                                     |                                           | 1995               |                                                                            | |
| Kapellen                    | Camp/Kamp Kapellen                             |                                                                     | US Custodial Team (Team C, 507th USAAD)   | 1985               | Kulturprojekt Stiftung Insel Hombroich (Raketenstation Hombroich)          | Nukleare Verwahrung für 55 Sqn/9e Wing (BE-Nike). |
| Kaster                      |                                                |                                                                     | US Custodial Team (Team B, 43rd USAAD)    | 1983               |                                                                            | Nukleare Verwahrung für 53 Sqn/13e Wing (BE-Nike) 1964–1983. |
| Kerpen                      | Kerpen Dependents School                       |                                                                     | DoDDS                                     | 1991               |                                                                            | |
| Köln-Dellbrück              | Caserne Moorslede Kazerne                      |                                                                     | US Custodial Team (33rd USAFAD)           | 1992               |                                                                            | Nukleare Verwahrung für belgische Artillerieverbände des I (BE) Corps in Köln-Weiden. |
| Köterberg                   | Köterberg Radio Relay Site                     |                                                                     | USAFE                                     | 1993               |                                                                            | |
| Köterberg                   | Köterberg Terminal Station (KOG)               |                                                                     | 5th Signal Command (USAREUR)              | 1993               |                                                                            | DEBS Station (KBG) |
| Linderhofe                  | Linderhofe Communication Station (LDF)         |                                                                     | USAREUR                                   | 1993               |                                                                            | European Tropospheric Scatter - Army (ET-A), Nodal Site 51.1. Überhorizont-Richtfunkverbindung nach West-Berlin. DEBS Station (LDF) |
| Lippe / Lipper Höhe         | Munitionsdepot / Radarstellung                 |                                                                     | 52nd US Army Artillery Detachment ?       | ?                  |                                                                            | Direkt neben der Bundesstraße B54 befand sich in Sichtweite zum Siegerland Flughafen eine Radarstellung (Nike?) sowie wahrscheinlich ein Depot für Nuklearwaffen. Weitere Informationen sind nicht bekannt! -> Muss ergänzt werden |
| Marienheide                 | Hermannsberg-Kaserne                           |                                                                     | US Custodial Team (Team D, 52nd USAAD)    | 1988               |                                                                            | Nukleare Verwahrung für 4./FlaRakBtl 22 (Nike). |
| Mehlem (Bonn-Bad Godesberg) | Mehlem Terminal Station (MLM)                  |                                                                     | 5th Signal Command (USAREUR)              | 1999               |                                                                            | Sitz der US-Botschaft 1951 bis 1999 |
| Menden (Sauerland)          | Northumberland Barracks                        |                                                                     | US Custodial Team (69th USAFAD)           | 1992               |                                                                            | Nukleare Verwahrung für britische Artillerieverbände des I (BR) Corps in Bielefeld ab 1970. |
| Münster-Handorf             | Zentrallager Telgte-Schirlheide (Nukleardepot) | Luftwaffe (Wehrmacht), JG 27                                        | US Custodial Team HQ (570th USAAG)        | 1992               |                                                                            | Gefechtsköpfe und Nuklearmunition für I (BR) Corps, 4 (CDN) CMBG, I (BE) Corps |
| Münster-Handorf             | Luftwaffen-Kaserne                             |                                                                     | US Custodial Team (509th USAAD)           | 1975               |                                                                            | Nukleare Verwahrung für 1 GGW (NL-Nike) 1962–1975. |
| Münster-Handorf             | Luftwaffen-Kaserne                             |                                                                     | US Custodial Team (Team A, 509th USAAD)   | 1975               |                                                                            | Nukleare Verwahrung für B Sqn, 1964 119 Sqn/1 GGW (NL-Nike). |
| Nörvenich                   | Fliegerhorst Nörvenich                         |                                                                     | US Custodial Team (7502 MUNSS Detachment) | 1996               |                                                                            | Nukleare Verwahrung für JaboG 31 |
| Nörvenich                   | Fliegerhorst Nörvenich                         |                                                                     | FOB (USAFE)                               | 1992               |                                                                            | FOB für A 10 des 81st TFW, RAF Bentwaters |
| Oedingen-Elspe              | Sauerlandkaserne                               |                                                                     | US Custodial Team (Team B, 52nd USAAD)    | 1988               |                                                                            | Nukleare Verwahrung für 1./FlaRakBtl 22 (Nike). |
| Olfen                       | Munitionsdepot Olfen                           |                                                                     | USAREUR                                   | 1993               |                                                                            | Prestock Point |
| Paderborn                   | Barker Barracks                                |                                                                     | US Custodial Team (15th USAFAD)           | 1992               |                                                                            | Nukleare Verwahrung für britische Artillerieverbände der 1 (BR) Armoured Division in Verden. |
| Paderborn                   | Dempsey Barracks                               |                                                                     | US Custodial Team (22nd USAFAD)           | 1992               |                                                                            | Nukleare Verwahrung für britische Artillerieverbände des I (BR) Corps in Bielefeld. |
| Paderborn                   | Barker Barracks                                |                                                                     | US Custodial Team (26th USAFAD)           | 1992               |                                                                            | Nukleare Verwahrung für britische Artillerieverbände des I (BR) Corps in Bielefeld. |
| Rheinberg                   | Reichel Kaserne                                |                                                                     | Versorgungskommando (USAREUR)             | 1991               |                                                                            | |
| Rheinberg                   | Simpson Barracks                               |                                                                     | USAREUR                                   | 1992               |                                                                            | |
| Mönchengladbach             | South Park Storage Area                        |                                                                     | USAREUR                                   | 1994               | Ayrshire Barracks (British Army)                                           | 14th CEC (Combat Equipment Company) under the Combat Equipment Battalion–North (CEBN), POMCUS site/depot (Prepositioned Materiel Configured to Unit Sets), Storage of tanks (M60A1) for three armor battalions, equipment for mechanized infantry battalions and field artillery battalions, two entire MUST hospitals (Medical Unit, Self-Contained, Transportable), rations and medical supplies, controlled humidity warehouse equivalents, host to AFN (American Forces Network) transmitter antenna (MW frequency 1143), recreation facilities such as baseball/softball field |
| Mönchengladbach             | Windberg Barracks                              | British Officer’s and Teacher’s Mess for dining and overnight stays | USAREUR, NAU                              | 1996               | Städtisches Altenheim Windberg (Marienburger Str. 39)                      | 54th ASG (Area Support Group), 14th CEC (Combat Equipment Company), CEB-N (Combat Equipment Battalion–North), 6953rd CSC (Civilian Support Center, Ordnance/Guard), MCT (Movement Control Team), 196th Ord Bn (Ordnance Battalion), US Army Corps of Engineers Northern Area: Moenchengladbach Project Office |
| Mönchengladbach             | JHQ Joint Headquarters (Rheindahlen)           | Hardter Wald                                                        | NATO, BAOR, USAREUR, USAFE, AAFES         | 2013               | Renaturierung                                                              | Headquarters and Headquarters Detachment (HHD) of the 514th US Army Artillery Group (USAAG) subordinate to the Special Ammunition Support Command, mission: implementation of the SASCOM Special Ammunition Support Program, deactivated in October 1972 with the merger of SASCOM and AWSCOM, U.S. Army Liaison Group to NORTHAG (Northern Army Group) / BAOR (British Army of the Rhine), 59th Ordnance Group Staff Element to HQ NORTHAG from August 1977 till 2013 (the staff element at NORTHAG was inactivated in April 1992), 196th Ordnance Battalion, NATO Allied Rapid Reaction Corps (ARRC, 1994-2011), US Air Force Tactical Fighter Group element to 2nd Allied Tactical Air Force (2 ATAF), AAFES (Army and Air Force Exchange Service) PX (Post Exchange) Shoppette |
| Roetgen (Lammersdorf)       | ACE HIGH troposcatter terminal (ALAZ)          |                                                                     | USAFE                                     | 1995               |                                                                            | Forward Scatter Verbindung für SHAPE mit BAOR/RAFG. LANDCENT Microwave System 1952–1962, AIRCENT Microwave System 1952–1958, AFCENT Microwave System (Station 22) 1962–1967, ACE High 1962-1995 |
| Schöppingen                 |                                                |                                                                     | US Custodial Team (508th USAAD)           | 1975               |                                                                            | Nukleare Verwahrung für 2 GGW (NL-Nike), 1975 Verlegung nach Vörden. |
| Schöppingen                 |                                                |                                                                     | US Custodial Team (Team A, 508th USAAD)   | 1975               |                                                                            | Nukleare Verwahrung für 220 Sqn/2 GGW (NL-Nike), 1975 Verlegung nach Borgholzhausen. |
| Schöppingen                 |                                                |                                                                     | US Custodial Team (Team B, 509th USAAD)   | 1975               |                                                                            | Nukleare Verwahrung für 220 Sqn/12 GGW (NL-Nike). |
| Schwelentrup                | Schwelentrup Communications Annex              |                                                                     | USAFE                                     | 1995               |                                                                            | call sign CITRIC, BRAHMA |
| Soest-Büecke                | Herzog-Johann-von-Cleve-Kaserne                |                                                                     | US Custodial Team (66th USAAD)            | 1987               | Bundeswehr bis 1989                                                        | Nukleare Verwahrung für FlaRakBtl 21 (Nike) 1959–1987. |
| Straelen                    | POMCUS Depot                                   |                                                                     | USAREUR                                   | 1994               |                                                                            | |
| Twisteden                   | Twisteden Ammo Area                            |                                                                     | USAREUR                                   | 1993               |                                                                            | Prestock Point |
| Uedem                       | ACE HIGH troposcatter terminal (AUEZ)          |                                                                     | USAFE                                     | 1995               |                                                                            | Kommandobunker „Udo“. Forward Scatter Verbindung für SHAPE 1962–1995. AFCENT Microwave System (CIP 67) 1967-1995. |
| Waldbröl                    | Nutscheid-Kaserne                              |                                                                     | US Custodial Team (Team C, 52nd USAAD)    | 1988               | Bundeswehr bis 2003, Panarbora-Park                                        | Nukleare Verwahrung für 3./FlaRakBtl 22 (Nike). |
| Werl                        | Caserne/Kazerne Houthulst                      | Luftwaffe (Wehrmacht), JG 26 „Schlageter“, ZG 26 „Horst Wessel“     | US Custodial Team (4th USAFAD)            | 1992               |                                                                            | Nukleare Verwahrung für belgische Artillerieverbände in Werl, Soest und Spich. |
| Wesel                       | Schill-Kaserne                                 |                                                                     | US Custodial Team (1st USAFAD)            | 1992               |                                                                            | Nukleare Verwahrung für RakArtBtl 150 (Lance) |
| Westkirchen                 | Münsterland-Kaserne (Warendorf)                |                                                                     | US Custodial Team (Team B, 66th USAAD)    | 1987               |                                                                            | Nukleare Verwahrung für 1./FlaRakBtl 21 (Nike). |
| RAF Wildenrath              |                                                |                                                                     | US Custodial Team (MUNSS Detachment)      | 1984               |                                                                            | Nukleare Verwahrung für RAF Wildenrath und RAF Brüggen |
| Xanten                      | Camp/Kamp Sonsbeck                             |                                                                     | US Custodial Team (Team D, 507th USAAD)   | 1985               |                                                                            | Nukleare Verwahrung für 54 Sqn/9e Wing (BE-Nike). |

## Sachsen-Anhalt
| Standort | Liegenschaft         | Vornutzer                                        | Truppenteile  | Jahr der Auflösung | Nachnutzung | Bemerkungen |
| -------- | -------------------- | ------------------------------------------------ | ------------- | ------------------ | ----------- | ----------- |
| Burg     | Autobahn aid station | Luftwaffe (Wehrmacht), Flugzeugführerschule B 16 | USAREUR, BAOR | 1991               |             |             |

## Schleswig-Holstein
| Standort     | Liegenschaft                                     | Vornutzer | Truppenteile                           | Jahr der Auflösung | Nachnutzung        | Bemerkungen                                                          |
| ------------ | ------------------------------------------------ | --------- | -------------------------------------- | ------------------ | ------------------ | -------------------------------------------------------------------- |
| Breitenburg  | Freiherr-von-Fritsch-Kaserne                     |           | US Custodial Team (75th USAFAD)        | 1971               |                    | Nukleare Verwahrung für RakArtBtl 650, 1973 Verlegung nach Flensburg |
| Flensburg    | Briesen-Kaserne                                  |           | US Custodial Team HQ (294th USAAG)     | 1992               | Gartenstadt Weiche | Nukleare Verwahrung für LANDJUT / AFNORTH                            |
| Flensburg    | Briesen-Kaserne                                  |           | US Custodial Team (75th USAFAD)        | 1992               |                    | Nukleare Verwahrung für RakArtBtl 650 ab 1971                        |
| Flensburg    | Regency Net Communications Facility Flensburg    |           | 801st Telecommunications „R“, C&C Sqn  | 1997               |                    |                                                                      |
| Flensburg    | Flensburg Dependents School                      |           | DoDDS                                  | 1992               |                    |                                                                      |
| Kellinghusen | Liliencron-Kaserne, Nukleardepot (Zentrallager)  |           | Det US Custodial Team HQ (294th USAAG) | 1992               |                    | Gefechtsköpfe und Nuklearmunition für LANDJUT / AFNORTH              |
| Kellinghusen | Liliencron-Kaserne                               |           | US Custodial Team (13th USAFAD)        | 1992               |                    | Nukleare Verwahrung für RakArtBtl 62                                 |
| Kellinghusen | Regency Net Communications Facility Kellinghusen |           | 801st Telecommunications „R“, C&C Sqn  | 1997               |                    |                                                                      |
| Leck         | Fliegerhorst Leck                                |           | COB (USAFE)                            | 1994               |                    | Vorgeschobene Einsatzbasis                                           |
| Rantum       | LORAN-C Station                                  |           | US Coast Guard                         | 2015               |                    | Einziger Stützpunkt der US Coast Guard in Deutschland                |
| Schleswig    | US Army Field Station (USAFS)                    |           | FWD Ops Bn Schleswig (USAREUR)         | 1992               |                    | FmEloAufkl                                                           |

## Abkürzungen
| Abkürzung  | Text                                                            |
| ---------- | --------------------------------------------------------------- |
| ACE        | Allied Command Europe                                           |
| AFCENT     | Allied Forces Central Europe                                    |
| AFN        | American Forces Network                                         |
| AFNORTH    | Allied Forces Northern Europe                                   |
| AIRCENT    | Allied Air Forces Central Europe                                |
| ArtRgt     | Artillerieregiment                                              |
| ATAF       | Allied Tactical Air Force                                       |
| BAOR       | British Army of the Rhine                                       |
| BE         | Belgian, Belgien                                                |
| Bn         | Battalion                                                       |
| BR         | British, Großbritannien                                         |
| BSD        | Belgische Strijdkrachten in Duitsland                           |
| CMBG       | Canadian Mechanized Brigade Group                               |
| Co         | Company                                                         |
| COB        | Collocated Operating Base                                       |
| C&C        | Command and Control                                             |
| CRC        | Control and Reporting Center                                    |
| CRP        | Control and Reporting Post                                      |
| DoDDS      | Department of Defense Dependents Schools                        |
| DODEA      | Department of Defense Education Activity                        |
| DEBS       | Digital European Backbone System                                |
| Det        | Detachment                                                      |
| FBA        | Forces Belges en Allemagne                                      |
| FOB        | Forward Operating Base                                          |
| FKG        | Flugkörpergeschwader                                            |
| FlaRak     | Flugabwehrraketen                                               |
| FlaRakBtl  | Flugabwehrraketenbataillon                                      |
| FmEloAufkl | Fernmelde- und elektronische Aufklärung                         |
| FWD        | Forward                                                         |
| FY         | Fiscal Year                                                     |
| GE         | German, Deutschland                                             |
| Gen        | General                                                         |
| GGW        | Groep Geleide Wapen                                             |
| Hosp       | Hospital                                                        |
| HQ         | Headquarters                                                    |
| JaboG      | Jagdbombergeschwader                                            |
| LANDCENT   | Allied Land Forces Central Europe                               |
| LANDJUT    | Allied Land Forces Jutland                                      |
| LFV        | La Faire Vite communications network                            |
| MFG        | Marinefliegergeschwader                                         |
| MUNSS      | Munitions Support Squadron                                      |
| NATO       | North Atlantic Treaty Organisation                              |
| NAVFORGER  | United States Naval Forces Germany                              |
| NL         | Netherlands, Niederlande                                        |
| NO         | Norwegian, Norwegen                                             |
| NORTHAG    | Northern Army Group                                             |
| POMCUS     | Prepositioned Organizational Material Configurated to Unit Sets |
| PSP        | Prestock Point                                                  |
| RA         | Régiment d’Artillerie                                           |
| RAF        | Royal Air Force                                                 |
| RAFG       | Royal Air Force Germany                                         |
| RakArtBtl  | Raketenartilleriebataillon                                      |
| RNAF       | Royal Netherlands Air Force                                     |
| SHAPE      | Supreme Headquarters Allied Powers Europe                       |
| SOC        | Sector Operations Center                                        |
| Sqn        | Squadron                                                        |
| TFW        | Tactical Fighter Wing                                           |
| USAAD      | United States Army Artillery Detachment                         |
| USAAG      | United States Army Artillery Group                              |
| USAFAD     | United States Army Field Artillery Detachment                   |
| USAFE      | United States Air Force in Europe                               |
| USAREUR    | United States Army in Europe                                    |